# NGC 3114
NGC 3114 је расејано звездано јато у сазвежђу Прамац које се налази на NGC листи објеката дубоког неба.
Деклинација објекта је - 60° 6' 0" а ректасцензија 10h 2m 36,0s. Привидна величина (магнитуда) објекта NGC 3114 износи 4,2. NGC 3114 је још познат и под ознакама OCL 802, ESO 127-SC2.